# 仁保亀松

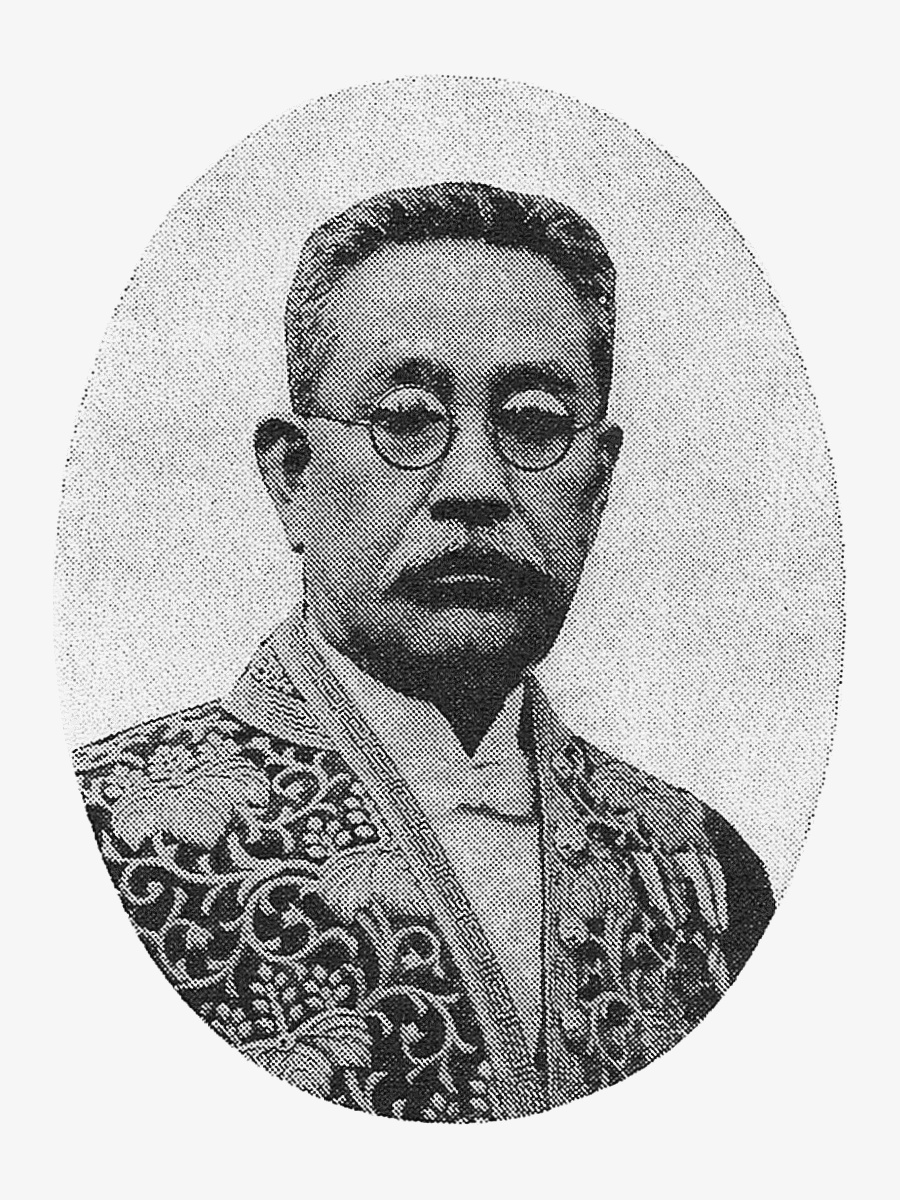
仁保亀松

仁保 亀松（にほ かめまつ、1868年4月24日（慶応4年4月2日）- 1943年（昭和18年）9月26日）は、日本の法学者。京都帝国大学名誉教授。財団法人立命館初代協議員。日本民法典の成立に寄与。

## 略歴
- 三重県阿拝郡西柘植村大字新堂（現在の伊賀市）に生まれる[1]。
- 1893年（明治26年）：東京帝国大学法科（現在の東京大学法学部）卒業[2]。大学院に進み研究を続ける一方、政府の法典起草補助委員（穂積陳重付き）として調査・研究に従事した。
- 1897年：法理学研究のため田島錦治、松波仁一郎とともにドイツ留学（明治33年帰国）[3]。
- 1900年：ドイツから帰国し京都帝国大学教授[3]。京都法政学校講師。
- 1901年：法学博士[3]。
- 1913年（大正2年）：澤柳事件。仁保は京都帝大法科大学学長（現在の法学部長）として教官人事には教授会の同意が必要との旨を主張、教授会自治の確立に尽力。
- 1921年：中国大陸を視察[3]。

昭和天皇が皇太子時代の法学教師も務めた。
- 1928年（昭和3年）：京都帝大を退官、京都帝国大学名誉教授。同年関西大学に迎えられ、松本烝治の後任として関西大学第13代学長に就任[4]。
- 1933年：滝川事件によって教員不足に陥った京都帝大に出講[5]。

その後、毎日新聞顧問等も歴任。また郷里の西柘植村で小学校の拡張工事に多額の寄付をし、荒地を開墾した。
- 1937年：関大学長を退任[5]。

## 栄典
- 1925年（大正14年）11月16日 - 従三位[6]
- 1910年（明治43年）12月26日 - 勲四等瑞宝章[7]

## 学説
指導教官である穂積陳重の法律進化論の流れを汲み、法理学・法史学・比較法学を近接させた立場であった。

## 著書
- 『国民法制通論 下巻 法律篇法律関係篇』（発行：刀江書院/ 発行年：1929）
- 『国民法制通論 上巻 国家篇』（発行：刀江書院/ 発行年：1928）
- 『国民教育法制通論』（発行：金港堂書籍/ 発行年：1904）

### 合著
- 松波仁一郎=仁保亀松=仁井田益太郎合著・穂積陳重=富井政章=梅謙次郎校閲『帝國民法正解』1巻～6巻（日本法律学校、1896-1897年、復刻版信山社、1997年）
- 『民法修正案理由書』（当初非公開）

### その他
- 「民法総則」（京都法政大学第2期講義録）仁保亀松、伴房次郎述
- 「法理哲学史」（東京専門学校法律科9回3年級講義録）仁保亀松述